# Fedula
Fedula è l'unica frazione di San Lorenzo del Vallo in provincia di Cosenza.

## Geografia fisica
Si trova a 134 m sul livello del mare. L'unico fiume che attraversa la frazione è il fiume Esaro.
I centri limitrofi alla frazione sono: Castrovillari, Roggiano Gravina, Altomonte, Spezzano Albanese, Tarsia. Dista circa 11 km dal capoluogo comunale di San Lorenzo del Vallo. L'ubicazione geografica la pone vicinissima alle vie di comunicazione principali quali l'autostrada del Mediterraneo Salerno-Reggio Calabria e la tratta ferroviaria Jonica: Sibari-Cosenza-Paola.

## Storia
(Federico II di Svevia)
Risale probabilmente ai tempi delle invasioni saracene del X secolo il Castello Jentilino, di cui oggi rimane solo una torre.
Il piccolo territorio, nato inizialmente come contrada del comune di San Lorenzo del Vallo, nell'anno 2006 è stato trasformato in frazione al fine di dare a Fedula il prosindaco di frazione previsto dal DPR 223/89.

## Cultura

### Istruzione
Nel territorio sono presenti una scuola dell'infanzia e una scuola primaria facenti parte dell'Istituto comprensivo statale di Terranova da Sibari.

## Geografia antropica
Il territorio di Fedula è suddiviso nelle seguenti contrade:
- Comunella
- Concio Longo
- Laccata
- Malerose
- Patriarca
- Peschiera
- Piano del Lago
- Santa Croce
- Terzo di Firmo
- Valle del Gelso
- Valle di Paola

## Economia
L'economia della frazione si basa principalmente sull'agricoltura. Numerose sono le aziende presenti sul territorio che si occupano della produzione di pesche. Infatti il territorio si trova affacciato sulla Piana di Sibari ricca di pescheti oltre ad agrumi vari e a vigneti e oliveti che impiegano la maggior parte dei lavoratori della zona.
La contrada Peschiera fu rinomata per la lavorazione della liquirizia da parte dell'Opificio Longo.

## Amministrazione
È presente dal 2006 una delegazione municipale con il prosindaco di frazione che rilascia alcuni certificati prima rilasciati solo dal comune.

## Galleria d'immagini

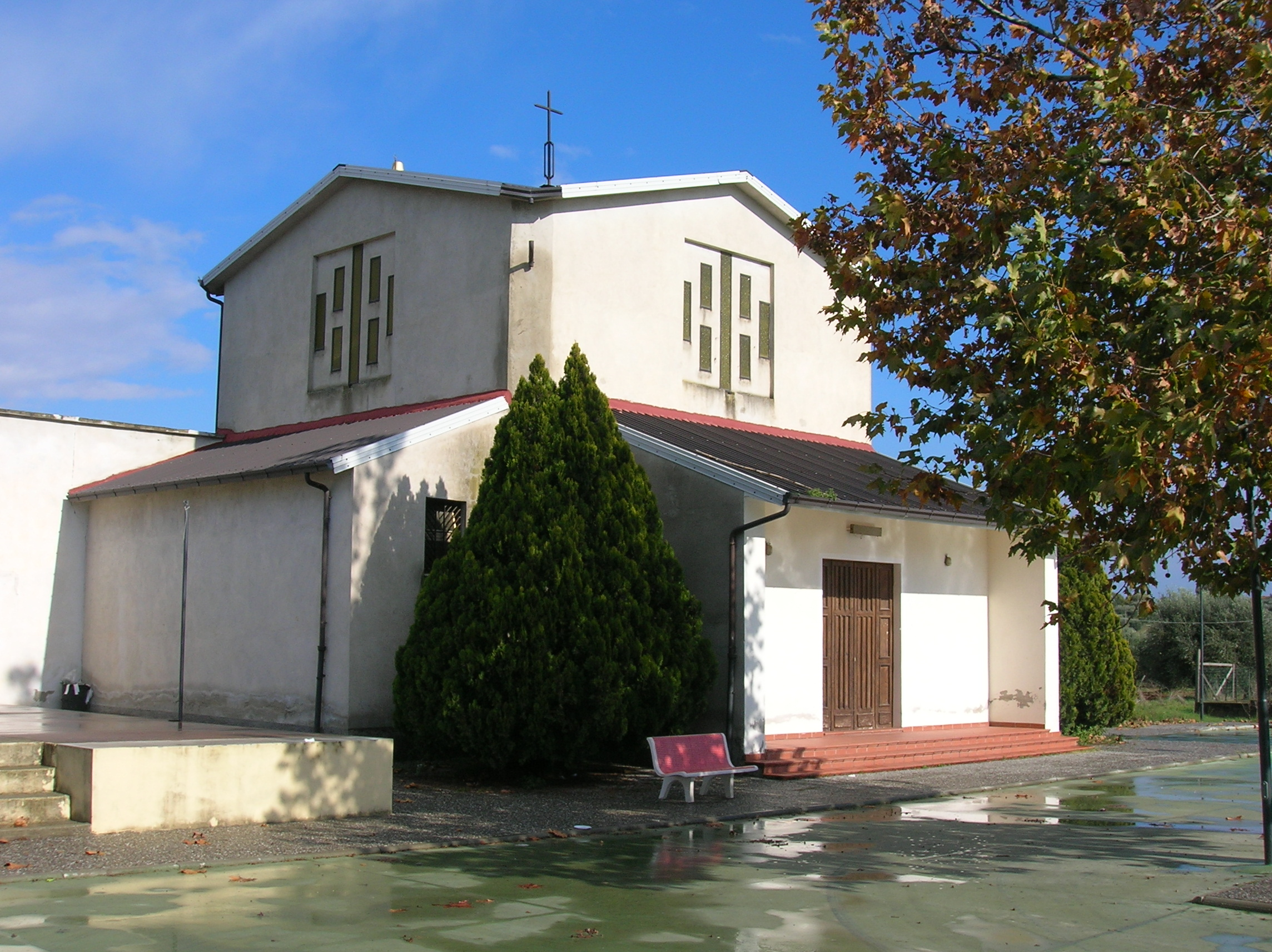
Chiesa Madonna di Fatima
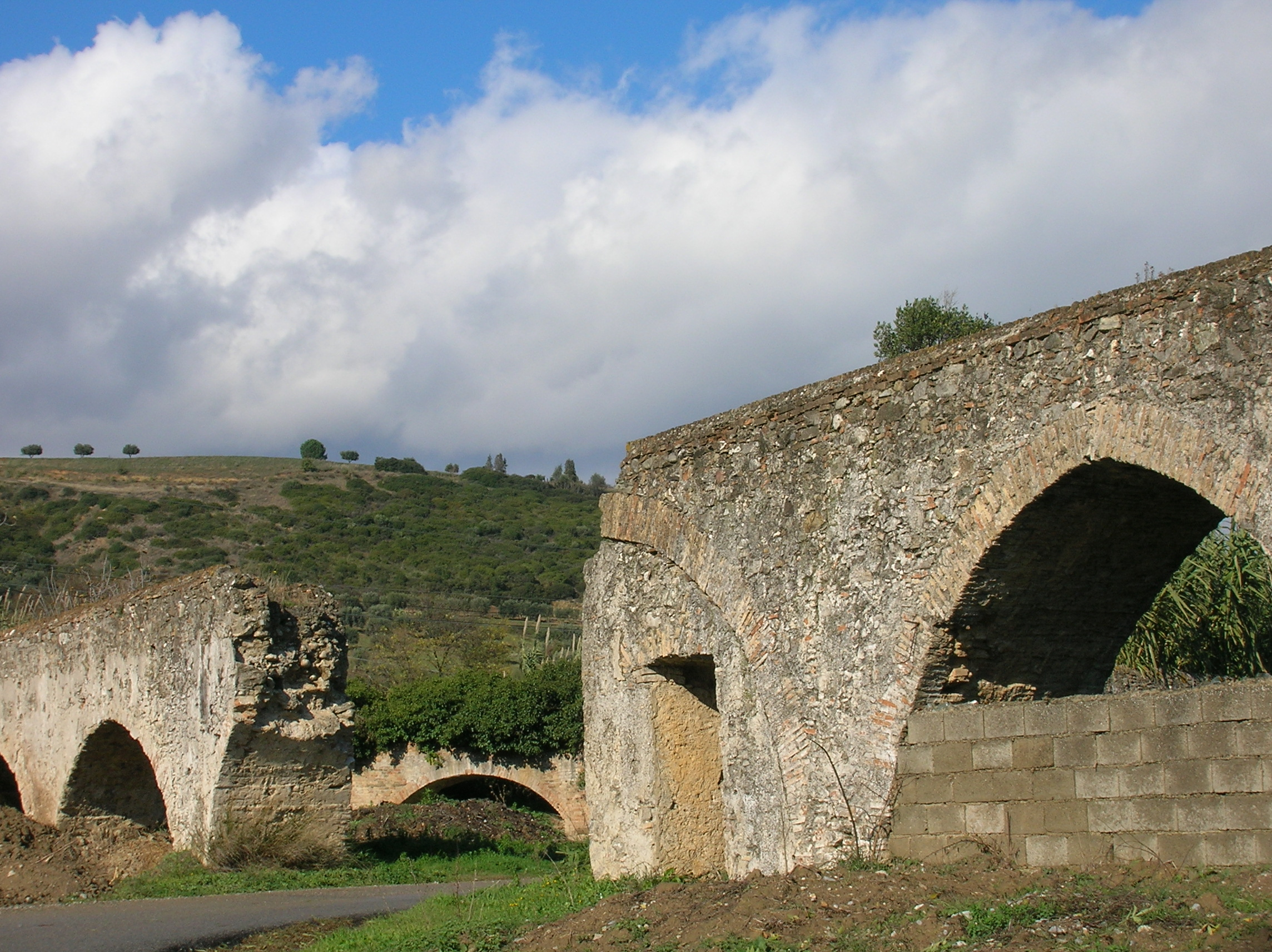
Condotto acqua antico Opificio liquirizia Longo
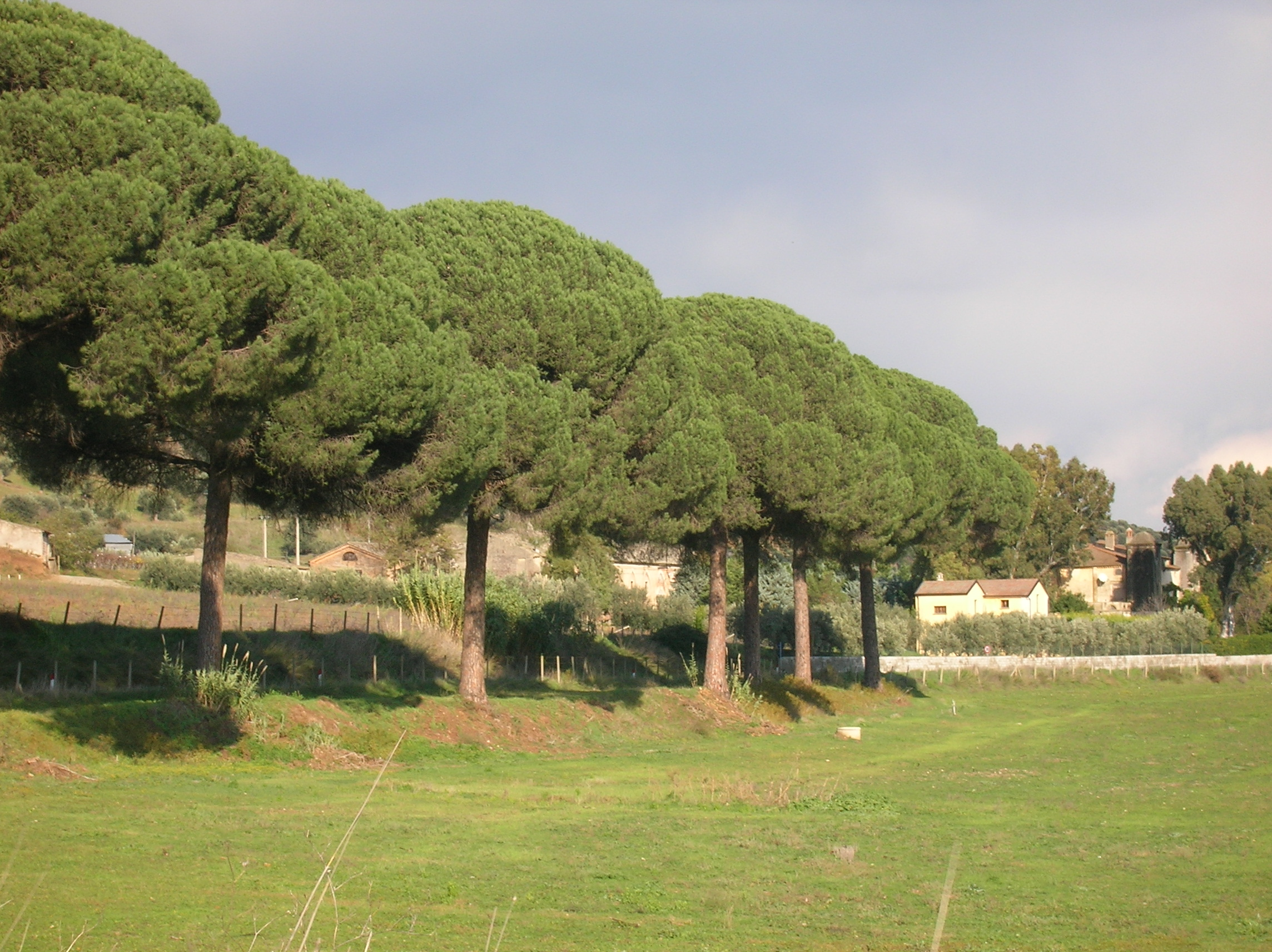
Opificio liquirizia Longo in località Peschiera